# بولي أوكسي الميثيلين
.

وحدة التكرار في بنية بوليمر بولي أوكسي الميثيلين

بولي أوكسي الميثيلين هو بوليمر من أنواع اللدائن الحرارية، والذي يتميز بمتانته الجيدة. يوجد على شكل بوليمر عديم اللون، وعادةً ما تتم بلمرته وفق أسلوب الحقن، وهو يعرف بعدة أسماء تجارية.
تمكن هرمان شتاودنغر من الحصول على هذا شكل من هذا البوليمر انطلاقاً من الفورمالدهيد؛ لكنه لم يكن مستقراً بالشكل الكافي. وفي خمسينيات القرن العشرين تمكنت شركة دو بونت من اصطناع هذا البوليمر ومن تسجيل براءة اختراع له.